# Brunhuvad apalis
Brunhuvad apalis (Apalis alticola) är en fågel i familjen cistikolor inom ordningen tättingar.

## Utbredning och systematik
Brunhuvad apalis delas in i två underarter:
- Apalis alticola alticola – förekommer från sydvästra Kenya till Tanzania, norra Malawi, södra Kongo-Kinshasa och norra Zambia
- Apalis alticola dowsetti – förekommer i södra Kongo-Kinshasa (Marunguplatån)

Vissa betraktar den som underart till grå apalis (A. cinerea).

## Status
IUCN kategoriserar den som livskraftig.